# Вальтейх, Карл Юлиус
Карл Юлиус Вальтайх (нем. Carl Julius Vahlteich; 30 сентября 1839, Лейпциг, Германский союз — 26 февраля 1915, Чикаго, Иллинойс) — немецкий и американский политик, журналист и фотограф, социал-демократ, один из пионеров социалистического рабочего движения в Германии. По первой профессии — сапожник.

## Биография
Юлиус Вальтейх родился 30 сентября 1839 года в городе Лейпциге в семье сапожника и до 1853 года посещал первую муниципальную начальную школу родного города Ратсфрайшуле, а затем обучался профессии отца. С 1861 по 1863 год работал мастером-сапожником в Лейпциге уже самостоятельно и ещё в молодости познакомился с сочинениями Вильгельма Вейтлинга, которые оказали заметное влияние на его мировозрение.

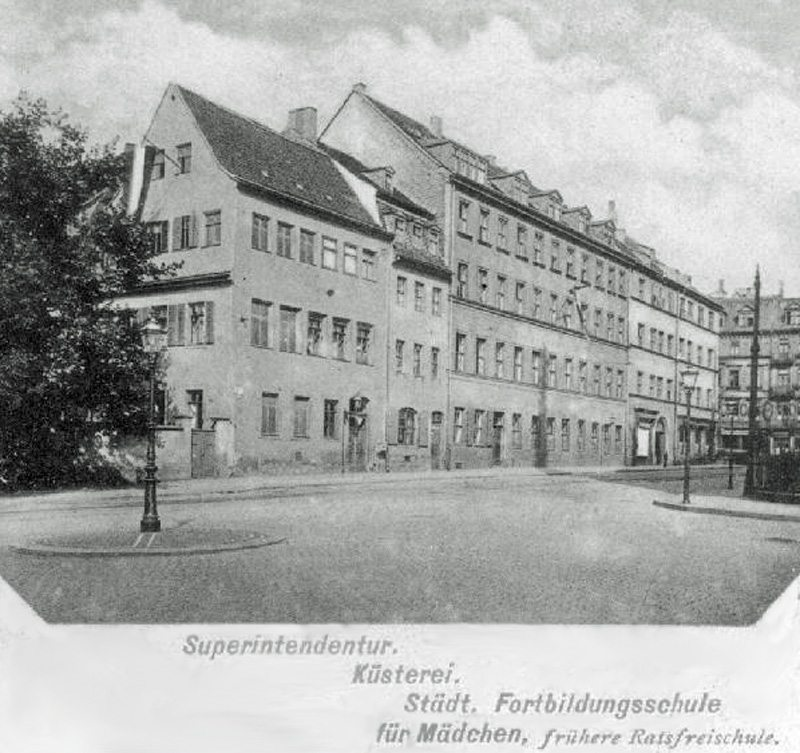
Ратсфрайшуле

Его политическая деятельность началась в саксонских образовательных рабочих ферейнах, от имени которых он отправился в октябре 1862 года в Берлин, чтобы подготовить созыв немецкого рабочего конгресса. Вальтейх воспользовался этим случаем чтобы освободить названные ферейны от опеки буржуазных прогрессистов. Он и его товарищ, фабричный рабочий Отто Даммер, склонили т. н. «лейпцигский комитет по созыву рабочего конгресса» обратиться за содействием к Фердинанду Лассалю (11/11 1863). Благодаря своим исключительным заслугам в борьбе за основание самостоятельной политической партии рабочих, Вальтейх был выдвинут на пост первого секретаря Всеобщего германского рабочего союза. Но уже в 1864 году Вальтейх раскритиковал «диктаторскую позицию» Лассаля. По мнению Вальтейха, аристократический образ жизни Лассаля мог вызывать лишь негодование рабочих, а его честолюбие — погубить всю партию; поэтому Вальтейх требовал децентрализации и демократизации всего партийного аппарата. По настоянию Лассаля, Вальтейх был исключен из Всеобщего немецкого рабочего союза.
В 1866 году К. Ю. Вальтейх вступил в Международное товарищество трудящихся (Первый интернационал) и был руководителем дрезденского филиала. С 1867 по 1869 год он также был председателем общества рабочего просвещения в Дрездене.
В 1869 году Вальтайх стал соучредителем Социал-демократической партии Германии в Айзенахе, а в последующие годы был ведущим партийным чиновником в Королевстве Саксония и сподвижником Августа Бебеля.
В 1874–1877 годах Вальтайх впервые был избран в рейхстаг от саксонского избирательного округа. За этим последовал ещё один мандат с 1878 по 1881 год.
В 1970-е годы он также был редактором и сотрудником различных социал-демократических газет. Это привело к тому, что он был приговорен властями в общей сложности к 22 месяцам тюремного заключения в 1871 и 1877 годах за революционную агитацию. Он также был членом комиссии по подготовке Готской программы и членом центрального партийного комитета СДРП в 1875 и 1876 годах.
После введения исключительного закона против социалистов, Вальтейх эмигрировал в Соединённые Штаты Америки (1881), где также принимал участие в местном социалистическом движении, но уже с много меньшим размахом. В США он работал сначала сапожником, затем фотографом, а с 1906 года редактором «New Yorker Volkszeitung», а затем «Chicagoer Arbeiter-Zeitung».
Карл Юлиус Вальтейх умер 26 февраля 1915 года в городе Чикаго.